# 駒岡 (札幌市)
駒岡（こまおか）は、札幌市南区の一部を指す名称。精進川沿いの丘陵地帯で、行政町名では真駒内に属するが、北部には澄川に含まれる場所もある。
地区の大半は山林が占めており、ゴルフ場が点在している。

## 歴史
かつては真駒内種畜場の放牧地だった。
1945年（昭和20年）、日本の敗戦に伴い、アメリカ軍の演習場として接収される。その後、日本国外から引き揚げてきた人々がアメリカ軍と折衝を行い、緊急開拓地としての認可を得た。1947年（昭和22年）、「真駒内開拓団」が入植を開始する。彼らは何の資産も持たなかったが、製炭・酪農・畑作に従事し、農業協同組合を設立して、精進川の水力による自家発電を完成させるに至った。
1949年（昭和24年）に小学校が新設されるとき、校地が真駒内と西岡の境界近くであったことから、両地区より一字ずつを取って「駒岡小学校」と命名した。これを契機に、一帯を指す名称も「駒岡」となる。
1950年（昭和25年）に朝鮮戦争が勃発すると、その余波でアメリカ軍の実弾演習が激しさを増したため、一部の入植者は再買収されて離農し、駒岡小学校は精進川沿いに移された。
1954年（昭和29年）、アメリカ軍から基地用地が返還される。1964年（昭和39年）には駒岡団地が造成され、宅地化が進んだ。

## 施設
- 札幌市立駒岡小学校
- 札幌市駒岡清掃工場
- 札幌市保養センター駒岡

## 交通
北海道中央バスの「駒岡線」は、駒岡地区唯一の公共交通機関である。全長8.1キロメートルで、札幌市営地下鉄南北線真駒内駅から恵開拓記念碑前までの14停留所を結んで走る。
通常の利用客は1便あたり数名程度にとどまるが、駒岡小学校は校区外からも通学できる小規模特認校であるため、登下校に駒岡線のバスを利用している児童も多い。
しかし、バスの運転手不足を理由として、駒岡線は2025年（令和7年）3月末での廃止が決定。代替交通を検討の結果、同年4月1日より札幌ばんけい（ばんけいバス）が運行することが決定し、便数は減少したものの停留所数や運賃は従来通りで引き継がれた。